# Гетто в Коле
Гетто в Коле — еврейское гетто, созданное нацистами в период оккупации Польши во время Второй мировой войны в городе Коло. Существовало с декабря 1940 года до декабря 1941 года.

## История

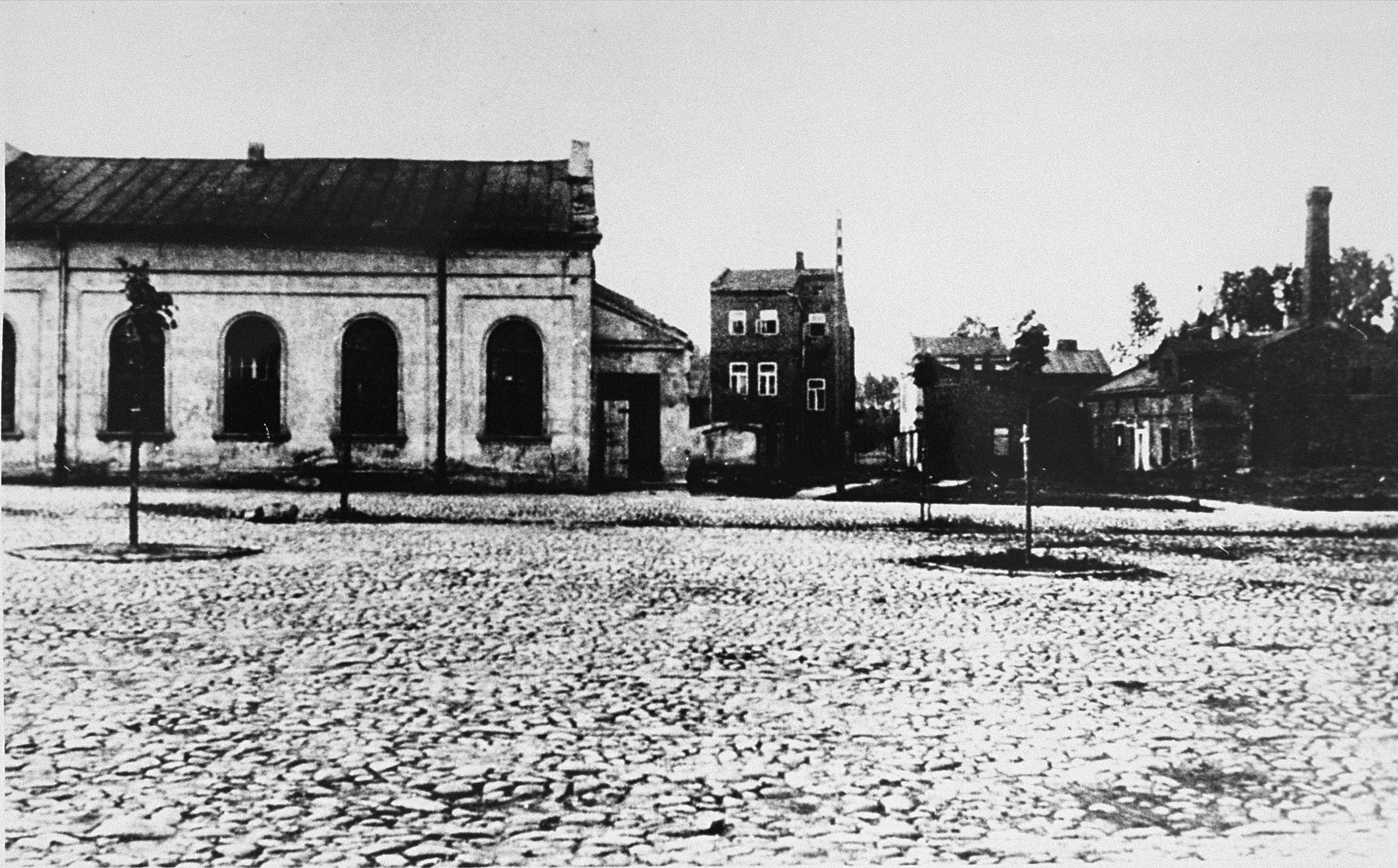
Площадь перед синагогой в Коле

Когда началась Вторая мировая война несколько сотен состоятельных и влиятельных евреев покинули Коло и бежали на советскую территорию или в другие города. Позже часть из них вернулась обратно. Нацисты оккупировали город 18 сентября 1939 года. День спустя, всех мужчин Коло отправили на принудительные работы по ремонту мостов, разрушенных в ходе боёв. Там нацисты жестоко издевались над евреями, заставляя их вытаскивать камни из воды. В результате несколько человек утонули. 20 сентября оккупанты подожгли синагогу, обвинив в этом евреев.
С октября 1929 года каждый еврей старше 14 лет был обязан работать на оккупантов или служить в полиции. Также евреям приказали носить желтую ленту на рукаве, позже — нашивку того же цвета в виде Звезды Давида на спине и груди. Евреям запретили покупки в магазинах и общение с христианами. По приказу оккупантов был создан юденрат. Его его председателем стал Пинхас Бреннер.
10 декабря 1939 года оккупанты арестовали 1139 евреев. Их морили голодом и пытали. Затем отправили в Избицу Любельскую. Дома, имущество, включая магазины этих евреев, были переданы немцам. Большая часть угнанных в Избицу Любельскую умерли от болезней и голода. 2 октября 1940 года 150 еврейских семей были в гетто, устроенные нацистами в деревнях Бугай и Новины-Брдовские.

## Гетто
Гетто в Коле было организовано нацистами в начале декабря 1940 года. Оно сразу было закрытым. Но несмотря на то, что выход из гетто был запрещён, многие евреи из-за тяжелого финансового положения были вынуждены посещать соседние деревни, несмотря на смертельную опасность. Так им удавалось обменять оставшееся имущество на еду. Из-за голода и перенаселённости начались болезни и эпидемия брюшного тифа, из-за которой умерло много узников гетто.
С 19 по 21 июня 1941 года около 500 евреев были высланы в трудовые лагеря около Познани. В следующем месяце в трудовой лагерь Бреслау перевезли около 100 евреек.

## Ликвидация гетто
Гетто в Коле было ликвидировано с 8 по 11 декабря 1941 года. Евреям было приказано собраться у здания юденрата. Им сказали, что их везут работать на фермы в западной Германии и велели забраться в грузовики, на которых их отравили в лагерь смерти Хелмно.